# Agassiziella bambesensis
Agassiziella bambesensis is een vlinder uit de familie grasmotten (Crambidae). De wetenschappelijke naam van deze soort is voor het eerst geldig gepubliceerd in 1942 door Jean Ghesquière.
De soort komt voor in Congo-Kinshasa.